# Александрія (Південна Дакота)
Александрія (англ. Alexandria) — місто (англ. city) в США, в окрузі Генсон штату Південна Дакота. Населення — 649 осіб (2020).

## Географія
Александрія розташована за координатами 43°39′15″ пн. ш. 97°46′48″ зх. д. / 43.65417° пн. ш. 97.78000° зх. д. (43.654039, -97.779917).  За даними Бюро перепису населення США в 2010 році місто мало площу 1,61 км², уся площа — суходіл.

## Демографія
Згідно з переписом 2010 року, у місті мешкало 615 осіб у 231 домогосподарстві у складі 171 родини. Густота населення становила 381 особа/км².  Було 249 помешкань (154/км²).
Расовий склад населення:
| - 98,5 % — білих - 0,5 % — азіатів |

До двох чи більше рас належало 0,3 %. Частка іспаномовних становила 1,6 % від усіх жителів.
За віковим діапазоном населення розподілялося таким чином: 28,3 % — особи молодші 18 років, 58,9 % — особи у віці 18—64 років, 12,8 % — особи у віці 65 років та старші. Медіана віку мешканця становила 37,5 року. На 100 осіб жіночої статі у місті припадало 99,0 чоловіків;  на 100 жінок у віці від 18 років та старших — 87,7 чоловіків також старших 18 років.
Середній дохід на одне домашнє господарство  становив 71 062 долари США (медіана — 62 292), а середній дохід на одну сім'ю — 85 637 доларів (медіана — 74 375). Медіана доходів становила 50 313 долари для чоловіків та 32 837 доларів для жінок. За межею бідності перебувало 8,9 % осіб, у тому числі 15,6 % дітей у віці до 18 років та 11,0 % осіб у віці 65 років та старших.
Цивільне працевлаштоване населення становило 342 особи. Основні галузі зайнятості: освіта, охорона здоров'я та соціальна допомога — 26,6 %, науковці, спеціалісти, менеджери — 10,8 %, роздрібна торгівля — 9,9 %, будівництво — 9,6 %.